# Czerwone Gitary
Czerwone Gitary (As Guitarras Vermelhas) foi uma das mais populares bandas rock na história da música polaca. A banda foi formada em 1965 e obteve os seus maiores êxitos entre os anos de 1965 e 1970. Normalmente considerados os "The Beatles" polacos, muitos dos seus sucessos são hoje considerados clássicos na Polónia. O grupo fez diversas tours fora da Polónia - na Tchecoslováquia, Hungria, E.U.A., Alemanha e União Soviética - mas desapareceu praticamente da vida pública nos anos 80. Continuam no activo, com alguns elementos novos.